# Louisville Open 1974
Il Louisville Open 1974 è stato un torneo di tennis giocato sulla terra verde. È stata la 5ª edizione del torneo, che fa parte del Commercial Union Assurance Grand Prix 1974. Si è giocato a Louisville negli Stati Uniti dal 29 luglio al 5 agosto 1974.

## Campioni

### Singolare maschile
Guillermo Vilas ha battuto in finale  Jaime Fillol con il punteggio di 6–4, 7–5

### Doppio maschile
Charlie Pasarell /  Erik Van Dillen hanno battuto in finale  Jürgen Fassbender /  Hans-Jürgen Pohmann con il punteggio di 6–2 6–3